# Lepidorhombus boscii
El gallo o gallo de cuatro manchas (Lepidorhombus boscii) es una especie de pez pleuronectiforme de la familia Scophthalmidae. Se trata de un pez aplanado y de cuerpo muy alargado que posee unas escamas caedizas y, al igual que en el gallo del norte (Lepidorhombus whiffiagonis) son ctenoideas en el lado pigmentado y cicloideas en el lado ciego. 
Posee de 11 a 13 branquispinas en la rama inferior del primer arco branquial.

## Descripción
Pez aplanado y de cuerpo muy alargado, mide unos 4 dm de longitud y pesa unos 5 kg. Tiene los ojos situados en la parte izquierda de la especie en cuestión, ambos separados por una cresta ósea (el inferior está más adelantado). Presenta cuatro manchas negrunas y redondas en cada una de las aletas anal y dorsal y posee unas escamas que son caedizas y, al igual que en el Gallo del norte son etenoideas en el lado pigmentado y cicloideas en el lado ciego. Sus mandíbulas superiores, con dientes muy pequeños y curvados, alcanzan las cercanías de la vertical que pasa por el centro del ojo, y la longitud de esta es de igual magnitud para ambos lados de la boca, que es ancha y oblicua. La dorsal tiene 78/86 de radios, la anal 65/69, la pectoral 11/12 y la ventral 6. Todos los radios son blandos.
Se diferencia del Gallo del norte por las cuatro manchas oscuras que posee en la parte final de su cuerpo el gallo moteado y porque el tamaño del gallo común es mucho mayor.

## Hábitat y situación
Es demersal, es decir, que vive muy próximo al fondo, en los bancos arenosos de la masa de agua que es su hábitat a unos 1000 o 900 metros aproximadamente. 
Se encuentra en las aguas del Atlántico nororiental, en el Cantábrico y en el Mediterráneo occidental.